# Поліщук Ігор Дмитрович
Поліщук Ігор Дмитрович (1972—2022) — майстер-сержант Збройних сил України, учасник російсько-української війни.

## Біографія
Народився Ігор Поліщук 27 листопада 1970 року.
Із 2014 року брав участь в боях на сході України.
26 лютого 2022 року в бою за Чернігівщину загинув.

## Нагороди та вшанування
За особисту мужність і героїзм, виявлені у захисті державного суверенітету та територіальної цілісності України, вірність військовій присязі під час російсько-української війни Ігор Поліщук нагороджений
- орденом Богдана Хмельницького III ступеня.